# Crangon franciscorum
Crangon franciscorum är en kräftdjursart som beskrevs av William Stimpson 1856. Crangon franciscorum ingår i släktet Crangon och familjen Crangonidae.

## Underarter
Arten delas in i följande underarter:
- C. f. angustimana
- C. f. franciscorum